# Aptinus (subgênero)
Aptinus (Aptinus) é um subgênero de carabídeo, pertencente ao gênero Aptinus, com distribuição restrita à Europa.

## Espécies
- Aptinus acutangulus Chaudoir, 1876
- Aptinus alpinus Dejean, 1829
- Aptinus bombarda (Illiger, 1800)
- Aptinus cordicollis Chaudoir, 1843
- Aptinus creticus (Pic, 1903)
- Aptinus hovorkai Hrdlicka, 2005
- Aptinus lugubris Schaum, 1862
- Aptinus merditanus Apfelbeck, 1918
- Aptinus pyranaeus Dejean, 1824